# Кьяппуччи, Клаудио
Клаудио Кьяппуччи (итал. Claudio Chiappucci; 28 февраля 1963, Убольдо, Варесе, Ломбардия) — итальянский велогонщик. Он три раза был на подиуме «Тур де Франс»: второй в 1990 году, третий в 1991 году, снова второй в 1992 году.

## Карьера
Кьяппуччи называли El Diablo, до того времени как он стал успешным гонщиком на крупнейших турнирах и однодневных гонках.
В 1997 году был уличён в применении допинга. В 1998 году вернулся в спорт после дисквалификации.
Его главным достижением является выигрыш тринадцатого этапа «Тур де Франс» в 1992 году, когда он ушёл в отрыв на первом подъеме дня, прибыв в Сестриере первым, обогнав Мигеля Индурайна и Джанни Буньо.
Мигель Индурайн сказал о нём: «мои победы не были бы столь прекрасны, если бы у меня не было бы соперника как Кьяппуччи».
Кьяппуччи также выиграл серебряную медаль на чемпионате мира по велогонкам в 1994 году, на Сицилии.